# Jodłownik
Jodłownik è un comune rurale polacco del distretto di Limanowa, nel voivodato della Piccola Polonia.
Ricopre una superficie di 72,43 km² e nel 2004 contava 8 052 abitanti.

## Località
Una delle frazioni appartenenti al comune è Szczyrzyc, nota per la sua abbazia Cistercense del XIII secolo.